# Chand Baori

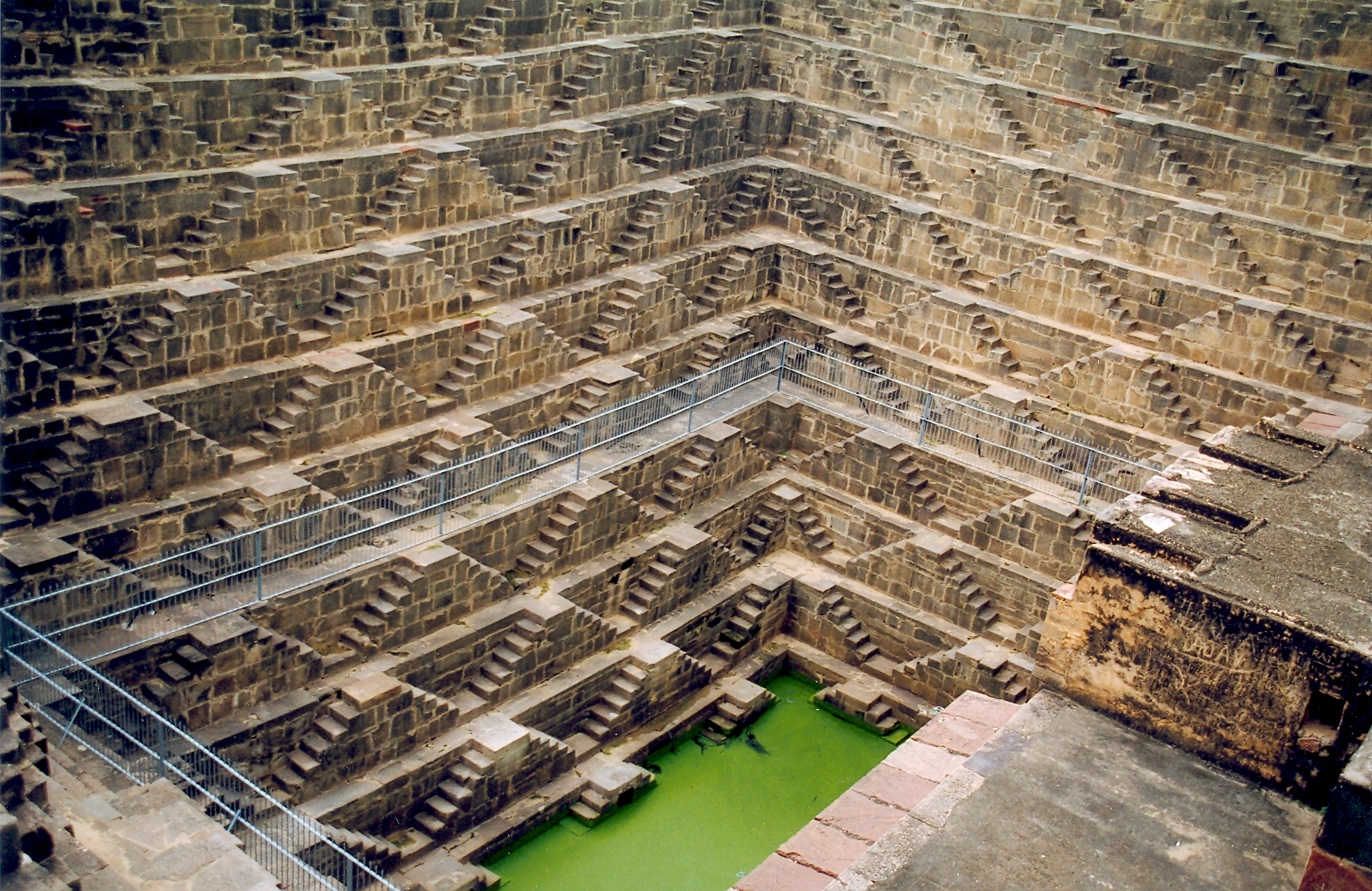
Chand Baori, na aldeia de Abhaneri, Rajastão.

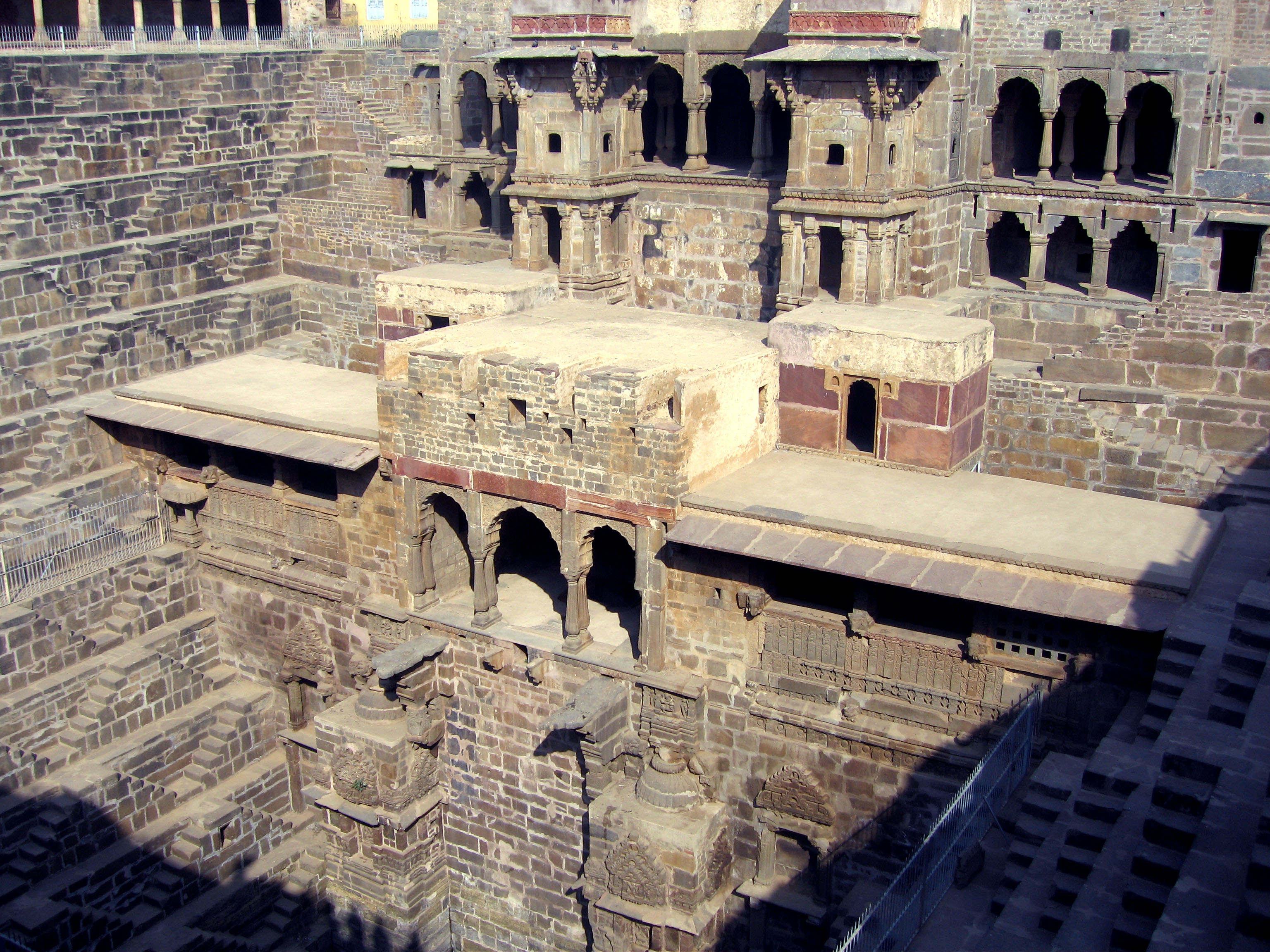
Chand Baori, na aldeia de Abhaneri

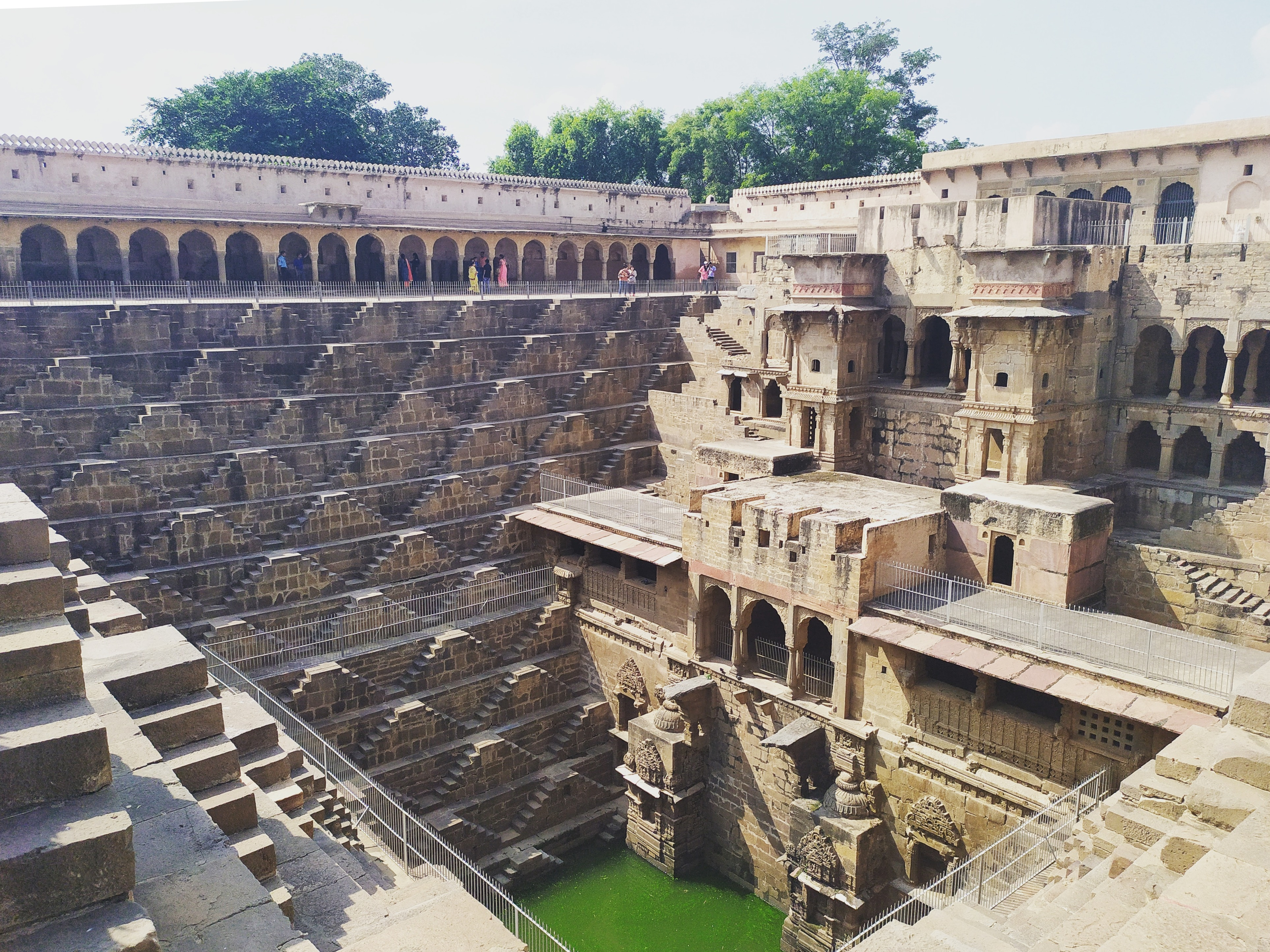
Chand Baori de Abhaneri

Chand Baori é um famoso poço em degraus localizado na aldeia de Abhaneri, perto de Jaipur, no estado indiano do Rajastão. O poço é um dos mais profundos e largos da Índia. O seu nome vem do seu construtor, o Rei Chand de Abhaneri, e da palavra Baori, um nome indiano ocidental para poços.
Foi construído por volta do século VII, embora algumas fontes o datem do século IX. Servia para resolver o problema do abastecimento de água durante as secas e para proporcionar um meio de acesso à água relativamente conveniente. O poço possui 3.500 degraus estreitos ligando 13 níveis, atingindo a água a uma profundidade de 30 metros. O nível da água dependia da época do ano; durante as secas, o nível era mais baixo. Noutros períodos, era necessário subir menos degraus.
Sobre a sua construção, reza a lenda que foi construído numa só noite por espíritos.
Em frente aos degraus encontra-se o templo de Harshat Mata, Deusa da Alegria e da Felicidade, construído no século VIII. A datação deste templo parece apoiar a teoria de que o templo e a escadaria foram construídos no mesmo período. Além disso, a água era necessária para as abluções rituais que os fiéis tinham de realizar antes de entrar no templo.